# Stadthalle Bremen
Die Stadthalle Bremen (offiziell durch Sponsoringvertrag seit 2011: ÖVB-Arena) ist eine Mehrzweckhalle im Bremer Stadtteil Findorff. Sie ist auf der Bürgerweide nördlich des Bremer Hauptbahnhofes / Willy-Brandt-Platz gelegen. Der Träger der 1964 von der Stadt erstellten Halle ist die  Wirtschaftsförderung Bremen GmbH (WFB) des Landes.

## Geschichte

### Ursprungsbau der Stadthalle von 1964
Ein erster Entwurf für eine Stadthalle vom Architekten Carl Rotermund von 1928 wurde nach dem Zweiten Weltkrieg – da nicht mehr zeitgemäß – nicht realisiert. Bei einem zweistufigen Wettbewerb von 1957 war der Entwurf des Wiener Architekten Roland Rainer siegreich vor einem mehr im organischen Stil gehaltenen Entwurf von Hans Scharoun. Das Bauwerk wurde nach den Plänen von Roland Rainer in Arbeitsgemeinschaft mit der Bremer Architektengemeinschaft Säume & Hafemann auf der Bürgerweide als Stadthalle Bremen von 1961 bis 1964 errichtet. Die damalige Ausbildung des Daches mit einer Hängeseilkonstruktion stellte ein selten anzutreffendes, prägendes Tragwerk dar. Die Einweihung fand am 31. Oktober 1964 statt. Die Kosten der Halle betrugen 27 Mio. DM.
Das Gebäude wurde mit dem BDA-Preis 1974 ausgezeichnet. In der Begründung der Jury heißt es unter anderem: „Die kühne Konstruktion ist mit der ausdrucksstarken architektonischen Gestaltung verschmolzen. Ergebnis ist ein Gebäude von großer Einprägsamkeit.“

### Benachbarte Folgebauten
Neben der Stadthalle wurde von 1989 bis 1992 ein Kongresszentrum, das so benannte Congress Centrum Bremen (CCB) nach Plänen des Bremer Architekten Thomas Klumpp erbaut und 1993 eröffnet. Das CCB beinhaltet mehrere Tagungsräume, die teils auch als Messe- und Ausstellungshallen („Hallen 2 und 3“) genutzt werden können, und ist baulich an die Stadthalle („Halle 1“) angeschlossen.
Im Rahmen der Schaffung eines Messezentrums in Bremen folgte im Mai 1997 nach einjähriger Bauzeit die Eröffnung des Hallenkomplexes der „Hallen 4, 4.1, 5 und 6“ nach Plänen des Bremer Architekten Gert Schulze. Der in Fortsetzung der Stadthalle und des Kongresszentrums entlang der nördlichen Bürgerweide angeordnete Hallenkomplex beinhaltet neben den Messe- und Ausstellungshallen auch ein zwischengeschaltetes Parkhaus sowie Büroräume und Gastronomiebereiche. Zusammen mit der Stadthalle Bremen und dem Congress Centrum Bremen entstand so das Messe Centrum Bremen, das sowohl für Messen und Ausstellungen als auch für Veranstaltungen genutzt wird, teils auch unter Einbeziehung der davorliegenden Freiflächen auf der Bürgerweide.
2001/2002 wurde am Westteil der Bürgerweide, entlang der Findorffstraße, zusätzlich die Halle 7 errichtet.

### Erweiterte Stadthalle von 2005 und Kritik
Von 2004 bis 2005 wurde die Stadthalle Bremen für 50 Millionen Euro teils umgebaut und baulich erweitert sowie modernisiert, wobei sie insbesondere um mehrere tausend Plätze und das Ost-Foyer erweitert wurde. Sie bietet nun maximal 14.000 Plätze bei unbestuhltem Innenraum.
Der Umbau der Stadthalle ist architektonisch umstritten und stieß auf Kritik in Öffentlichkeit und Fachwelt: Das seltene Tragwerk des Daches in Form einer Hängeseilkonstruktion wurde im Zuge des Umbaus entfernt. Lediglich die markanten Pfeiler der Tragwerkskonstruktion, die auch ein wichtiges Wahrzeichen von Bremen sind, blieben erhalten. Die Pfeiler verloren aber ihre eigentliche Funktion als Widerlager der Hängeseile und stellen nur noch eine Art Attrappe dar.
Aufgrund der drastischen Veränderungen in Aussehen und Statik der Halle wurde von Roland Rainer eine weitere Nennung seines Namens als Architekt der Halle abgelehnt.

## Nutzungsangebot
Die Bremer Stadthalle bietet nach der Erweiterung gegenwärtig (2014) u. a.:
- Sechs Ränge mit insgesamt rund 8.000 festen Sitzplätzen (alle Sitzreihen sind ansteigend und die Bestuhlung ist versetzt ausgebildet).
- Variable Innenraum-Bestuhlung mit bis zu 2.500 Plätzen.
- Maximalkapazität: 14.000 Zuschauer (Innenraum unbestuhlt).
- Sieben individuell nutzbare Logen in unterschiedlichen Größen.
- Großflächig verglastes Foyer auf zwei Ebenen.
- Garderoben im Nord- und Süd-Foyer.
- Rund 2.500 Parkplätze auf der Bürgerweide und rund 350 Parkplätze im Parkhaus neben dem CCB.
- Die Stadthalle ist barrierefrei.

## Veranstaltungen
Genutzt wird die Bremer Stadthalle hauptsächlich für Konzerte, Messen wie die Bremen Classic Motorshow, Volksfeste und Sportveranstaltungen, darunter das Bremer Sechstagerennen, Apassionata, die Tischtennisweltmeisterschaft 2006, Vorrundenspiele der Handball-Weltmeisterschaft der Männer 2007, die WWE WrestleMania Revenge Tour 2007 und das Viertelfinale im Davis Cup 2008 gegen Spanien sowie 2013 der DHB-Supercup. Außerdem finden jährlich die Lotto Masters um den Sparkasse Bremen-Cup statt, hier war als prominenter Zuschauer u. a. DFB-Präsident Reinhard Grindel vor Ort. Im November 2014 fand die 22. Karate-Weltmeisterschaft in der Mehrzweckhalle statt. Ab 1965 war die Stadthalle Austragungsort des Bremer Pferdesportfestivals (später: German Classics und Euroclassics Pferde-Festival). Die Veranstaltung musste aus wirtschaftlichen Gründen 2013 eingestellt werden. Seit 1965 findet das Militärmusik-Festival Musikschau der Nationen in der Bremer Halle statt. Auch Wetten, dass..?, Holiday on Ice, der Cirque du Soleil oder der Bundesvision Song Contest 2015 gastierten bereits hier.

## Namensgebungen und Kritik
Seit 1964 wurde das Bauwerk rund vierzig Jahre lang bis 2004 offiziell als Stadthalle Bremen bezeichnet.
Parallel zum Umbau und der Erweiterung von 2004/05 benannte der Träger, die WFB Wirtschaftsförderung Bremen GmbH, im Januar 2005 die Stadthalle Bremen in AWD-Dome um. Von 2005 bis 2009 trug sie diesen Namen, benannt nach dem damaligen Finanzdienstleistungsunternehmen Allgemeiner Wirtschaftsdienst (AWD) (inzwischen in der Swiss Life Select Deutschland aufgegangen), der für diesen Zeitraum die Namensrechte erwarb. Die Umbenennung der Stadthalle in AWD-Dome war in Bremen umstritten. Als Kritik wurde geäußert, dass bei sämtlichen in dem Gebäude stattfindenden Veranstaltungen notgedrungen gleichzeitig Werbung für das namengebende Unternehmen AWD gemacht werde. Auch die fälschliche Bezeichnung als „Dome“ (Kuppel) wurde von Kritikern bemängelt. Im Mai 2009 wurde bekannt, dass sich AWD als Namenssponsor zum Jahresende 2009 zurückzieht.
Da im direkten Anschluss für den auslaufenden Vertrag mit dem AWD kein neuer Sponsor gefunden wurde, bezeichnete die WFB den Veranstaltungsort seit dem 1. Januar 2010 als Bremen-Arena. Die neuerliche Umbenennung wurde von Öffentlichkeit und Medien ebenso kritisch gesehen wie die Bezeichnung als AWD-Dome.
Im August 2011 wurde bekannt, dass die WFB mit der Öffentlichen Versicherung Bremen (ÖVB) einen neuen Sponsor gefunden habe. Seit dem 1. September 2011 heißt die Halle offiziell ÖVB-Arena. Der Vertrag über den Hallennamen mit der ÖVB lief zunächst bis 2019. Der Vertrag wurde bis Ende 2022 verlängert. Mitte Oktober 2022 wurde der Namensvertrag mit der ÖVB bis zum 31. Dezember 2025 verlängert.
Umgangssprachlich war und ist innerhalb und außerhalb von Bremen jedoch nach wie vor die alte Bezeichnung Stadthalle bzw. Stadthalle Bremen gebräuchlich.

## Logos

Logo des AWD-Dome (2005–2009)
Logo der Bremen-Arena (2009–2011)
Logo der ÖVB-Arena (seit 2011)

## Galerie

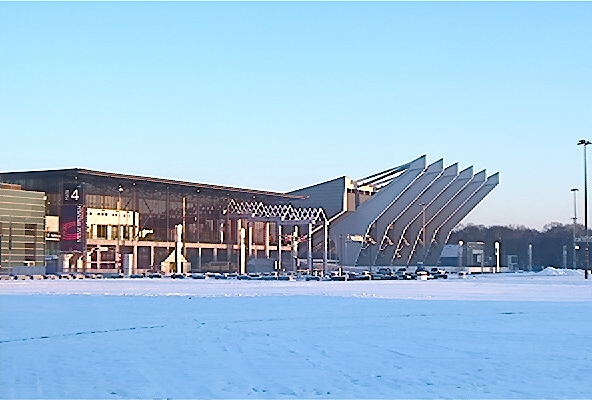
Der Ursprungsbau der Stadthalle Bremen von 1964, links das 1993 eingeweihte Congress Centrum Bremen (2001)
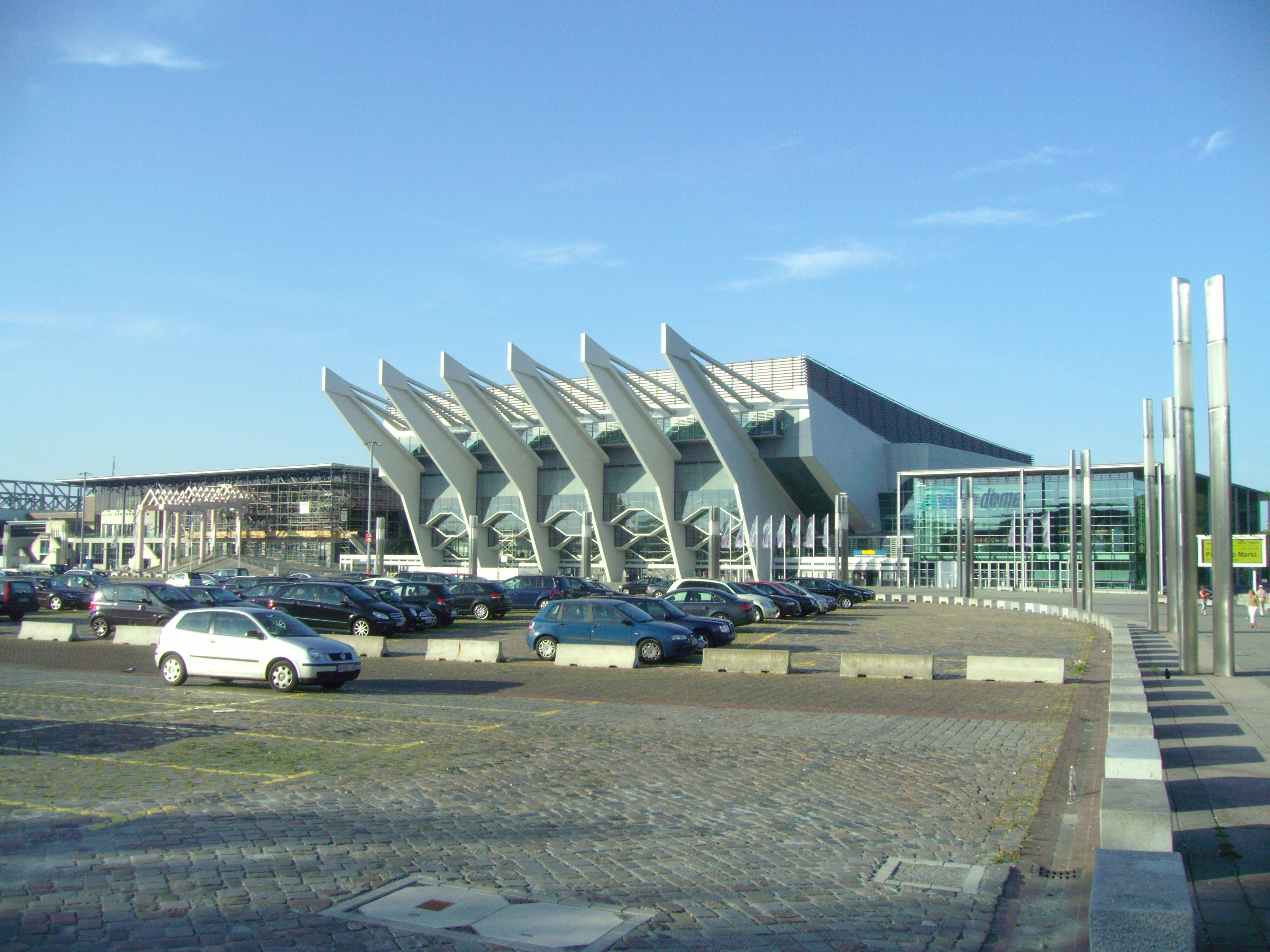
Die 2004/05 erweiterte Bremer Stadthalle mit der veränderten Dachausbildung und dem neuen Ost-Foyer, links das Congress Centrum Bremen (2009)
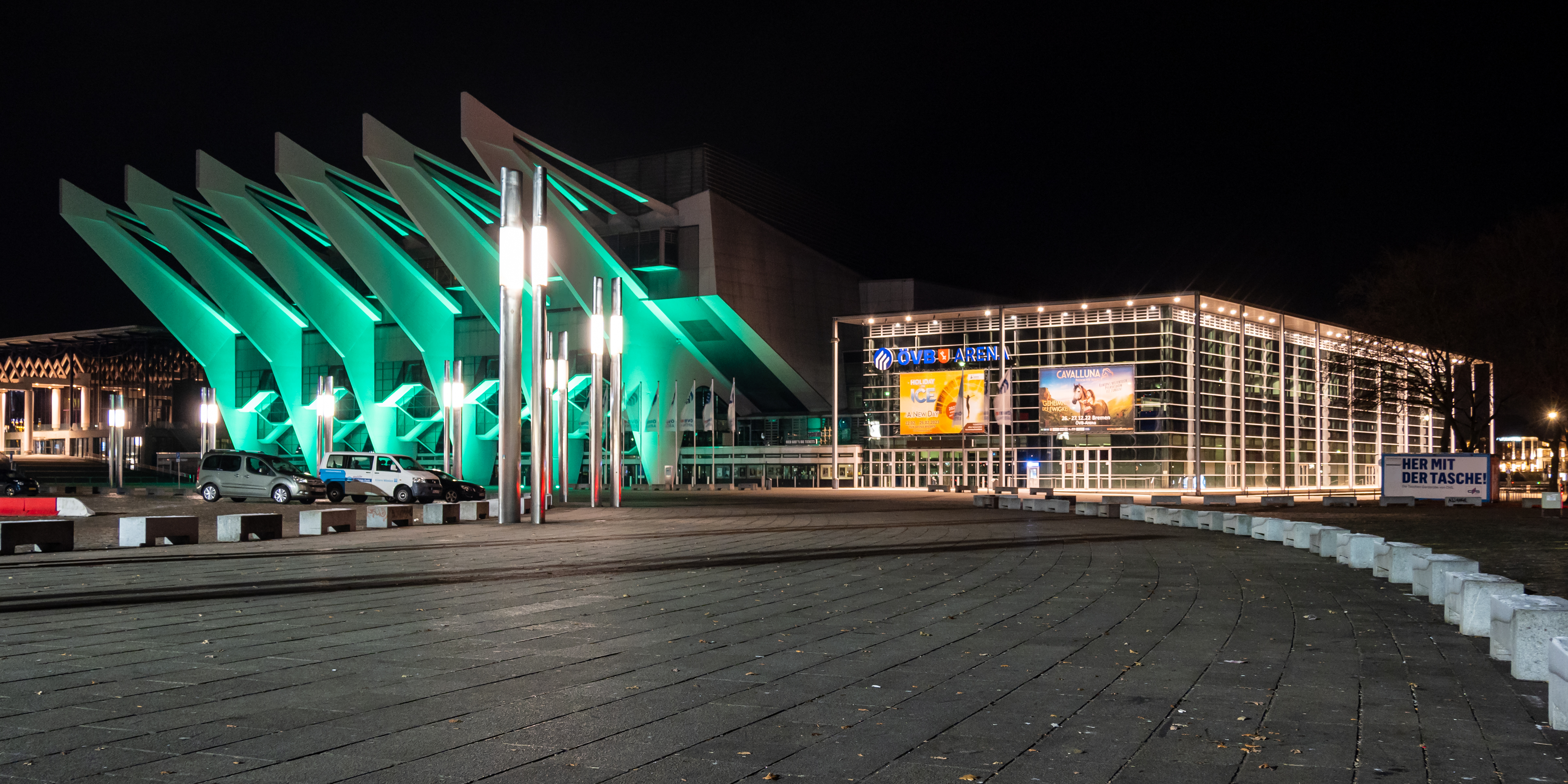
Abendliche Stadthalle Bremen bzw. ÖVB Arena (2022)
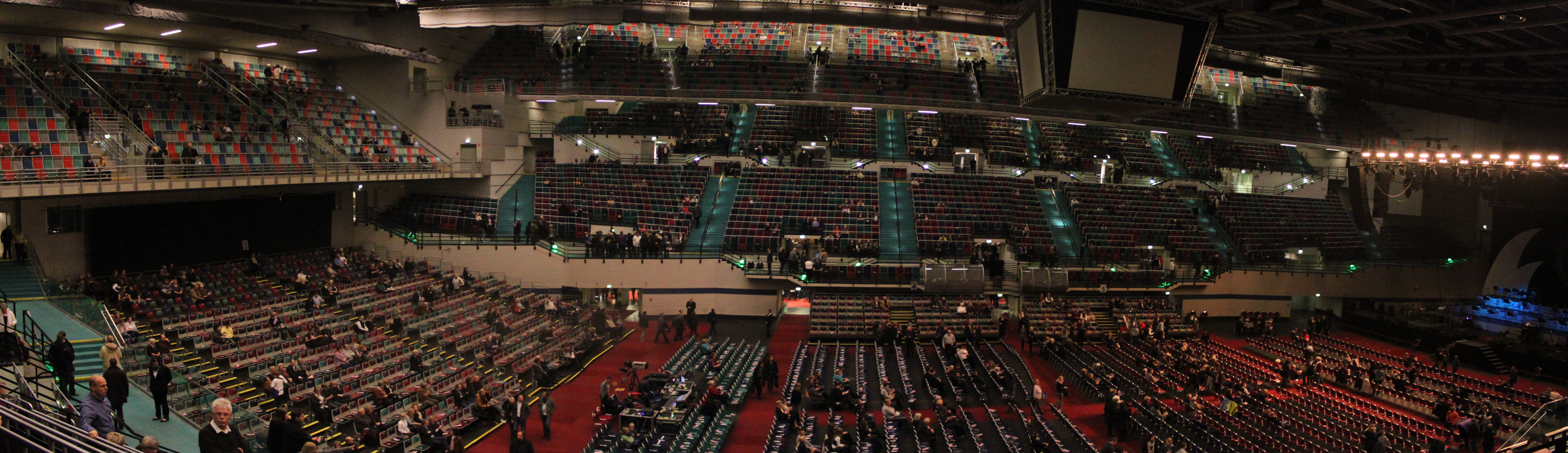
Großer Saal der Bremer Stadthalle mit bestuhltem Innenraum (2010)
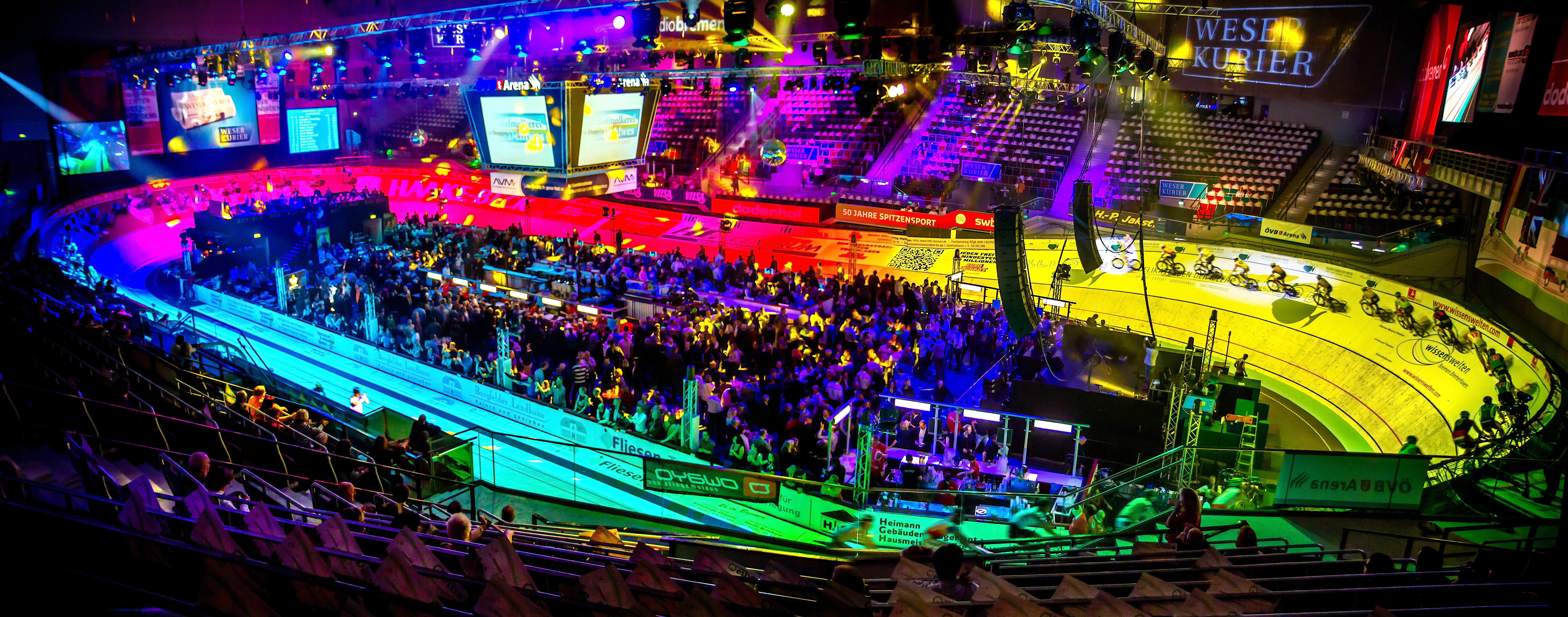
Innenraum der Stadthalle beim Bremer Sechstagerennen 2014